# Eumorpha posticarius
Eumorpha posticarius är en fjärilsart som beskrevs av Hermann Burmeister 1878. Eumorpha posticarius ingår i släktet Eumorpha och familjen svärmare. Inga underarter finns listade i Catalogue of Life.